# Postav-Muka, Ciornuhî
Postav-Muka (în ucraineană Постав-Мука) este localitatea de reședință a comunei Postav-Muka din raionul Ciornuhî, regiunea Poltava, Ucraina.

## Demografie
Componența lingvistică a localității Postav-Muka
     Ucraineană (97,61%)
     Rusă (2,19%)
Conform recensământului din 2001, majoritatea populației localității Postav-Muka era vorbitoare de ucraineană (97,61%), existând în minoritate și vorbitori de rusă (2,19%).